# Миядзаки, Горо
Го́ро Миядза́ки (яп. 宮崎 吾朗 Миядзаки Горо:, 21 января 1967, Токио, Япония) — японский художник-мультипликатор, писатель и режиссёр анимационных фильмов. Старший сын известного режиссёра Хаяо Миядзаки.

## Биография
Горо родился 21 января 1967 года в Токио. Отец — известный японский режиссер Хаяо Миядзаки, мать — мультипликатор Акэми Ота. Сначала Горо не собирался идти по пути отца, поскольку считал, что достичь его уровня будет слишком трудно, поэтому собирался реализовать себя в ландшафтном сельском хозяйстве. По окончании сельскохозяйственной школы при Университете Синсу, Миядзаки Горо работал дизайнером и консультантом по планированию парков и садов. Обратиться к мультипликации его убедил продюсер Studio Ghibli Тосио Судзуки, который сначала пригласил Горо на работу в Музей Гибли.
Когда студия запланировала создать фильм по произведению Урсулы Ле Гуин «Земноморье», Горо было предложено нарисовать раскадровку. Увидев представленную студии работу, Тосио Судзуки решил, что Горо должен стать и режиссёром этой ленты.
Это решение привело к напряжённым отношениям между Хаяо Миядзаки и его сыном. Отец был категорически против того, что Горо будет режиссёром фильма. По его мнению, сын ещё не имел достаточного опыта, чтобы организовать режиссёрскую работу большой ленты. В течение работы над фильмом отец и сын не разговаривали между собой. Несмотря на ссору с отцом, Горо решил закончить свой первый крупный проект.
28 июня 2006 года Горо представил готовый фильм «Сказания Земноморья». Неожиданно на допремьерный просмотр явился и его отец, который положительно оценил работу своего сына. В сообщении, которое он прислал, было сказано: «Фильм был снят честно, поэтому он хороший». Сам Горо Миядзаки так вспоминал о реакции отца: «Когда я снял свой первый фильм, он вышел в середине просмотра и сказал мне, что это чушь».
На 63-м Венецианском кинофестивале фильм Горо Миядзаки был отмечен в категории Out of Competition. Несмотря на то, что фильм «Сказания Земноморья» пять недель занимал первую позицию в японском киночарте, в конце 2006 года Горо получил приз Japan's Bunshun Rasberry Award в категории «Худший режиссёр», его фильм был номинирован на «награду» «Худший фильм». Однако уже в 2007 году фильм получил настоящее признание, получив награду «Japanese Academy Awards» в категории «Лучший анимационный фильм».
Следующий фильм Горо «Со склонов Кокурико», являющийся экранизацией одноимённой манги Тидзуру Такахаси и Тэцуро Саямы, демонстрировался в японских кинотеатрах летом 2011 года. Фильм получил награду Tokyo Anime Awards за 2012 год в категории «Анимация года» и «Лучший фильм японского производства».
В конце января 2014 года было объявлено, что Горо начал работу над телевизионным мультсериалом по книге Астрид Линдгрен «Рони, дочь разбойника». Этот 26-серийный аниме-сериал транслировался с 11 октября 2014 по 28 марта 2015 года.
В мае 2020 года Тосио Судзуки подтвердил, что на Studio Ghibli разрабатывается новый фильм Горо Миядзаки. 3 июня 2020 года Studio Ghibli объявила, что фильм будет экранизацией романа «Ая и ведьма» Дианы Уинн Джонс. Фильм был заявлен как первый полностью 3D CG анимационный фильм Ghibli и запланирован к телевизионной премьере на канале NHK зимой 2020 года под названием «Ая и ведьма» (アーヤと魔女, Āya to Majo).

## Фильмография
Режиссёр
- «Сказания Земноморья» (яп. ゲド戦記 Гэдо сэнки) — полнометражный аниме-фильм, 2006
- «Со склонов Кокурико» (яп. コクリコ坂から Кокурико-дзака кара) — полнометражный аниме-фильм, 2011
- «Рони, дочь разбойника» (яп. 山賊の娘ローニャ Сандзоку но Мусумэ Ро:ня) — аниме-сериал, 2014
- «Ая и ведьма» (яп. アーヤと魔女 А:я то мадзё) — полнометражный аниме-фильм, 2020[9]